# Postojnska jama
Postojnska jama je kraški jamski sistem v bližini Postojne. S 24.340 metri raziskanih podzemnih rovov je (za sistemom Migovec) drugi najdaljši v Sloveniji in največja turistična jama na Dinarskem krasu. 
K jamskemu sistemu Postojnske jame sodijo tudi njeni naravni zgodovinski vhodi - Otoška jama, Magdalena jama, Črna jama in Pivka jama. 
Jamo je ustvarila ponikalnica, reka Pivka, ki iz Postojnskega kraškega polja ponikne pod hrib Sovič in nadaljuje svoj podzemni tok proti podzemnemu sotočju z reko Rak v Planinski jami. Iz Planinske jame priteče na plano kot reka Unica. 
V zadnjih letih jamski potapljači intenzivno raziskujejo sifone podzemnega toka med Pivko jamo in Planinsko jamo s ciljem, da bi preplavali povezavo med sistemoma Planinske in Postojnske jame.
Potem ko si je reka Pivka utrla pot v podzemlje, je v dveh milijonih let postopoma zniževala svojo strugo in tako ustvarjala različna nadstropja jame. Voda, ki je pronicala skozi zakraselo površje, je v suhih rovih skozi tisočletja, kapljico za kapljico, odlagala kalcit iz raztopljenega apnenca. Ustvarjala je edinstvene kapniške oblike – stalaktite, stalagmite, bisere, zavese, cevčice ...
Stalna temperatura v notranjosti jame je bila še pred nekaj leti približno 8 °C, danes pa se giblje med 8 in 10 °C, kar je posledica globalnih klimatskih sprememb. 
Največja globina jame je 127 m.

## Speleobiologija v Postojnski jami
Postojnska jama danes slovi kot zibelka speleobiologije - biološke vede o življenju živali v podzemlju. Najbolj znana je človeška ribica. Leta 1797 jo je v Črni jami – enem od vhodov Postojnske jame – odkril Josip Jeršinovič pl. Löwengreif. Leta 2016 je v Postojnski jami - kot prvi turistični jami na svetu - uspelo razmnoževanje človeške ribice v ujetništvu. Prav tu je bil leta 1831 odkrit prvi jamski hrošček, drobnovratnik. Do tedaj je namreč veljalo, da v jamah ni življenja. Odkritje drobnovratnika pa je naravoslovce spodbudilo, da so v Postojnski jami našli številne nove primerke jamskih živali. 
V biološkem slovstvu je bilo do danes navedenih preko 175 vrst živali, ki žive v Postojnsko-Planinskem jamskem sistemu; od teh je 115 pravih jamskih vrst, kar je svetovni rekord. Številni predstavniki več skupin jamskih živali so bili prvič opisani prav po primerkih iz Postojnske jame. Zato je v Rovu novih podpisov, 50 metrov od glavnega vhoda v Postojnsko jamo, obnovljena sodobna, obiskovalcem zanimiva speleobiološka postaja - Vivarij Proteusova jama. To postajo so na pobudo Ivana Andreja Perka ustanovili 100 let po odkritju drobnovratnika, leta 1931 kot Stazione biospeleologica. To je bil eden prvih takih laboratorijev na svetu in za tiste čase moderno opremljen.

## Turizem
O tem, da so Postojnsko jamo obiskovali že v davni preteklosti, pričajo ohranjeni podpisi na jamskih stenah. Najstarejši med njimi segajo v 13. stoletje. 
Organiziran turistični razvoj pa se je začel po letu 1818, ko je domačin Luka Čeč odkril notranje dele Postojnske jame. Že leta 1819 so v njej uredili prve poti. Ustanovili so Jamsko komisijo, ki je skrbela za jamo in osnovala prvo jamsko vodniško službo. Leta 1884 je bila v jami uvedena električna osvetljava z obločnicami - med prvimi na svetu. Hoja po jami je bila naporna, zato so že leta 1872 vse do vznožja Velike gore položili železniške tire, po katerih so sprva jamski vodniki potiskali vozičke z obiskovalci. Danes pa vlake poganjajo manjše električne lokomotive. 
Leta 1928 so pred vhodom v Postojnsko jamo zgradili Jamski dvorec, monumentalno sprejemno središče za obiskovalce, ki še danes združuje notranjost jame in vse, kar sodobni gost potrebuje izven nje. 
Za redni turistični obisk je odprtih dobrih 5 km jame. Po njih se obiskovalci sprehodijo v spremstvu jamskih vodnikov ali z avdiovodnikom v enem od 17 jezikov. Poleg rednih obiskov jama nudi možnost individualnih, doživljajskih ogledov kraškega podzemlja. 
Postojnsko jamo si letno ogleda okrog 700 000 obiskovalcev. Z več kot 40 milijoni radovednežev z vsega sveta je v dvestoletni zgodovini ena najbolje obiskanih turističnih znamenitosti v Evropi in na svetu.
Jama ima bogato geološko in turistično zgodovino. Botrovala je rojstvu krasoslovja, speleobiologije, v jami in njeni neposredni bližini so pomembna arheološka najdišča. Več o tem je mogoče izvedeti na razstavi EXPO Postojnska jama - kras, ki je na ogled v neposredni bližini Postojnske jame.

## Druga svetovna vojna
Med 2. svetovno vojno je nemška vojska v jami, ob današnjem izstopu s turističnega vlakca in izhodu iz jame, skladiščila gorivo za ves severni Jadran, od Trsta do Reke, da bi ga zavarovala pred letalskim napadom. Vhod v jamsko skladišče je bil seveda močno zastražen, vendar se je sabotažnemu vodu Vojkove brigade 23. aprila 1944 uspelo pretihotapiti v Postojnsko jamo in skladišče razstreliti. Partizanski saboterji so v ta namen uporabili stari, umetno narejeni rov, ki je v Postojnsko jamo vodil iz Črne jame. Rov je bil napol zasut in ni bil vrisan na nemških kartah jame.
Požar je gorel teden dni. Povzročil je odpadanje kapnikov, stene jame so prekrile saje. Črni sloj saj je v tem delu jame viden še danes.

## Upravljanje Postojnske jame
Postojnska jama je naravni spomenik in naravna vrednota državnega pomena. Z njo upravlja istoimenska zasebna družba Postojnska jama d.d., ki ima z državo podpisano 20-letno koncesijsko pogodbo. Večino koncesijske dajatve pripada občinama Pivka in Postojna, namenjena pa je prvenstveno investicijam, ki prispevajo k boljšemu stanju okolja in porečja reke Pivke. Sedanji upravljavec razvija trajnostni jamski turizem v skladu z varstvenimi načeli, ki vključujejo vlaganje v jamsko infrastrukturo, varnost obiskovalcev, ohranjanje jame ter razvoj kakovostne ponudbe v jami in ob njej.